# Ben Weyts
Ben Louisa Gustaaf Weyts (Lovanio, 12 novembre 1970) è un politico belga fiammingo, membro della Nuova Alleanza Fiamminga e Viceministro presidente delle Fiandre e ministro nel governo di Liesbeth Homans e Jan Jambon dal 2 luglio 2019.

## Biografia

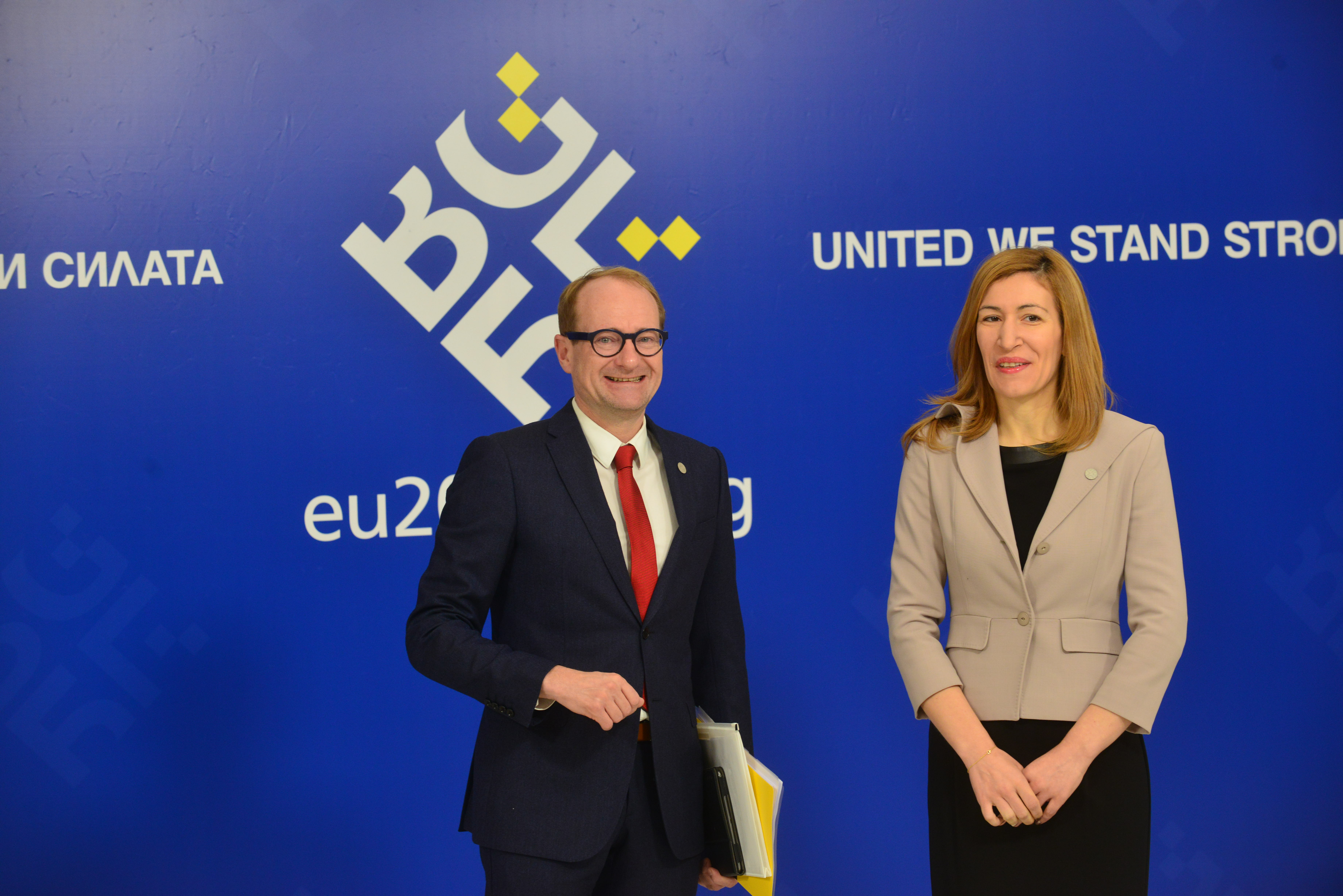
Ben Weyts incontra Nikolina Angelkova, ministro del turismo della Repubblica di Bulgaria il 13 febbraio 2018.

Alla fine di gennaio 2011, ha attirato l'attenzione dei media di lingua francese chiedendo agli operatori sanitari di conoscere la lingua della regione in cui lavorano.
Nel dicembre 2012, quando l'ambasciatore belga Jan de Bruyne, etichettato N-VA, è stato accusato di aver usato solo olandese durante una missione in Congo Brazzaville, organizzata dall'agenzia di esportazione fiamminga e al quale si erano unite le agenzie vallone e di Bruxelles, per non aver menzionato il Belgio una volta e aver attaccato il paese ospitante, Ben Weyts si è distinto parlando a nome della N-VA d'"Indignazione selettiva".

## Polemica legata al simpatizzante nazista Bob Maes
Il 14 ottobre 2014, l'opposizione ha chiesto le sue dimissioni, oltre a quella del segretario di Stato Theo Francken, per aver partecipato qualche giorno prima al 90 anniversario del simpatizzante e collaboratore nazista Bob Maes, ex membro del partito politico filo-nazista VNV (Vlaams Nationaal Verbond) durante la seconda guerra mondiale e fondatore nel 1950 del Vlaamse Militanten Orde (VMO), una milizia privata dell'estrema destra bandita dal 1983. Il VMO fu l'erede diretto del movimento collaborazionista nelle Fiandre e l'estensione delle organizzazioni di estrema destra nelle Fiandre nel periodo tra le due guerre.. A seguito di queste rivelazioni, diversi partiti chiedono le dimissioni del Ministro fiammingo per la mobilità e del Segretario di Stato per l'asilo e la migrazione.